# 1. tujski inženirski polk
1. tujski inženirski polk (izvirno francosko 1er Régiment étranger de génie; kratica: 1e REG) je inženirski polk Francoske tujske legije, ki je v sestavi 6. lahke oklepne brigade.

## Zgodovina
Polk je bil ustanovljen leta 1999 s preoblikovanjem 6. tujskega inženirskega polka.